# Grand Prix Formule 1 van Duitsland 1986
De Grand Prix Formule 1 van Duitsland 1986 werd gehouden op 27 juli 1986 op de Hockenheimring.

## Uitslag
| Positie | Nummer | Rijder             | Team                   | Ronden | Tijd/Opgave         | Startplaats | Punten |
| ------- | ------ | ------------------ | ---------------------- | ------ | ------------------- | ----------- | ------ |
| 1       | 6      | Nelson Piquet      | Williams-Honda         | 44     | 1:22:08.263         | 5           | 9      |
| 2       | 12     | Ayrton Senna       | Lotus-Renault          | 44     | + 15.437            | 3           | 6      |
| 3       | 5      | Nigel Mansell      | Williams-Honda         | 44     | + 44.580            | 6           | 4      |
| 4       | 25     | René Arnoux        | Ligier-Renault         | 44     | + 1:15.176          | 8           | 3      |
| 5       | 2      | Keke Rosberg       | McLaren-TAG            | 43     | Geen benzine        | 1           | 2      |
| 6       | 1      | Alain Prost        | McLaren-TAG            | 43     | Geen benzine        | 2           | 1      |
| 7       | 8      | Derek Warwick      | Brabham-BMW            | 43     | + 1 Ronde           | 20          |        |
| 8       | 16     | Patrick Tambay     | Lola-Ford              | 43     | + 1 Ronde           | 13          |        |
| 9       | 15     | Alan Jones         | Lola-Ford              | 42     | + 2 Rondes          | 19          |        |
| 10      | 20     | Gerhard Berger     | Benetton-BMW           | 42     | + 2 Rondes          | 4           |        |
| 11      | 28     | Stefan Johansson   | Ferrari                | 41     | Gebroken vleugel    | 11          |        |
| 12      | 22     | Allen Berg         | Osella-Alfa Romeo      | 40     | + 4 Rondes          | 26          |        |
| DNF     | 17     | Christian Danner   | Arrows-BMW             | 38     | Turbo               | 17          |        |
| DNF     | 29     | Huub Rothengatter  | Zakspeed               | 38     | Versnellingsbak     | 24          |        |
| DNF     | 14     | Jonathan Palmer    | Zakspeed               | 37     | Motor               | 16          |        |
| DNF     | 3      | Martin Brundle     | Tyrrell-Renault        | 34     | Elektrisch probleem | 15          |        |
| DNF     | 7      | Riccardo Patrese   | Brabham-BMW            | 22     | Turbo               | 7           |        |
| DNF     | 23     | Andrea de Cesaris  | Minardi-Motori Moderni | 20     | Versnellingsbak     | 23          |        |
| DNF     | 24     | Alessandro Nannini | Minardi-Motori Moderni | 19     | Oververhitting      | 22          |        |
| DNF     | 11     | Johnny Dumfries    | Lotus-Renault          | 17     | Radiator            | 12          |        |
| DNF     | 18     | Thierry Boutsen    | Arrows-BMW             | 13     | Turbo               | 21          |        |
| DNF     | 26     | Philippe Alliot    | Ligier-Renault         | 11     | Motor               | 14          |        |
| DNF     | 21     | Piercarlo Ghinzani | Osella-Alfa Romeo      | 10     | Koppeling           | 25          |        |
| DNF     | 4      | Philippe Streiff   | Tyrrell-Renault        | 7      | Motor               | 18          |        |
| DNF     | 27     | Michele Alboreto   | Ferrari                | 6      | Transmissie         | 10          |        |
| DNF     | 19     | Teo Fabi           | Benetton-BMW           | 0      | Ongeluk             | 9           |        |

## Statistieken
| Pole-position | Keke Rosberg   | McLaren-TAG  | 1:42.013 |
| Snelste ronde | Gerhard Berger | Benetton-BMW | 1:46.604 |

## Noot
- Dit was de 250ste Grand Prix-start voor een Oostenrijkse coureur.
- Vijfde pole position voor Keke Rosberg en voor een Finse coureur.
- Eerste snelste ronde voor Gerhard Berger.

1931 · 1932 · 1934 · 1935 · 1936 · 1937 · 1938 · 1939 · 1951 · 1952 · 1953 · 1954 · 1956 · 1957 · 1958 · 1959 · 1961 · 1962 · 1963 · 1964 · 1965 · 1966 · 1967 · 1968 · 1969 · 1970 · 1971 · 1972 · 1973 · 1974 · 1975 · 1976 · 1977 · 1978 · 1979 · 1980 · 1981 · 1982 · 1983 · 1984 · 1985 · 1986 · 1987 · 1988 · 1989 · 1990 · 1991 · 1992 · 1993 · 1994 · 1995 · 1996 · 1997 · 1998 · 1999 · 2000 · 2001 · 2002 · 2003 · 2004 · 2005 · 2006 · 2008 · 2009 · 2010 · 2011 · 2012 · 2013 · 2014 · 2016 · 2018 · 2019